# Targhe d'immatricolazione del Portogallo

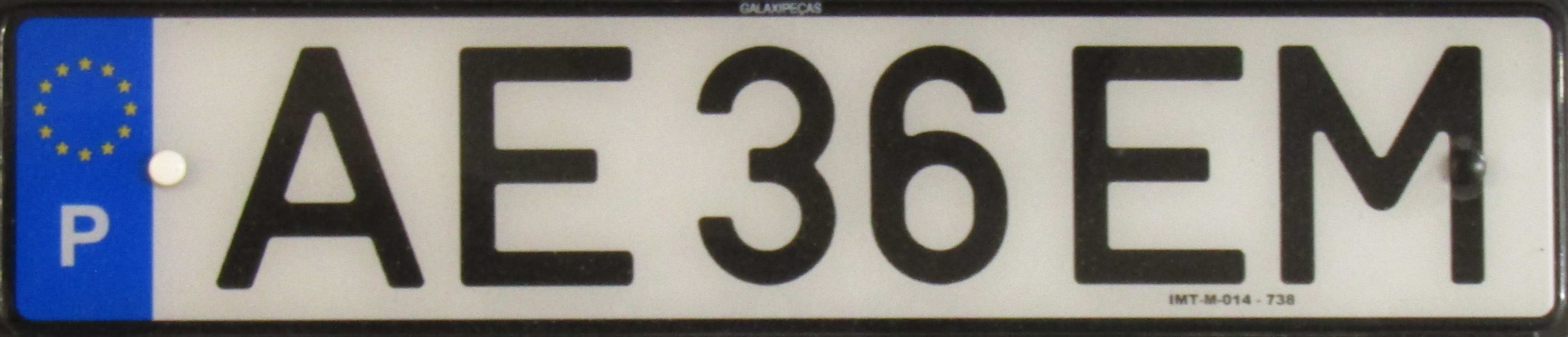
Targa portoghese standard con la nuova grafica introdotta a marzo 2020

Le targhe d'immatricolazione del Portogallo sono destinate ai veicoli immatricolati nel paese iberico.

## Caratteristiche

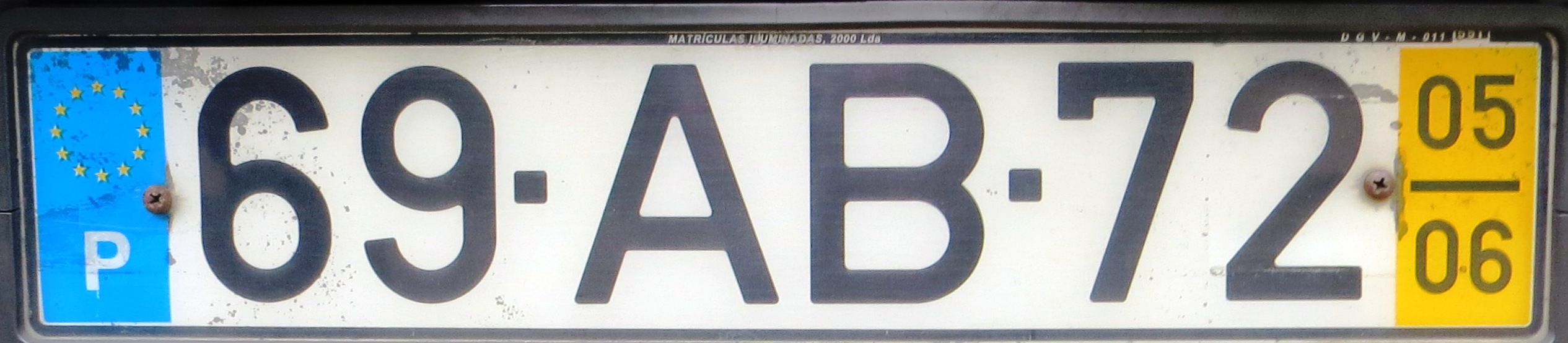
Targa immatricolata a giugno ("06" in basso) del 2005 ("05" in alto) con formato emesso dal 25/05/2005 al 29/02/2020 (lettere al centro)

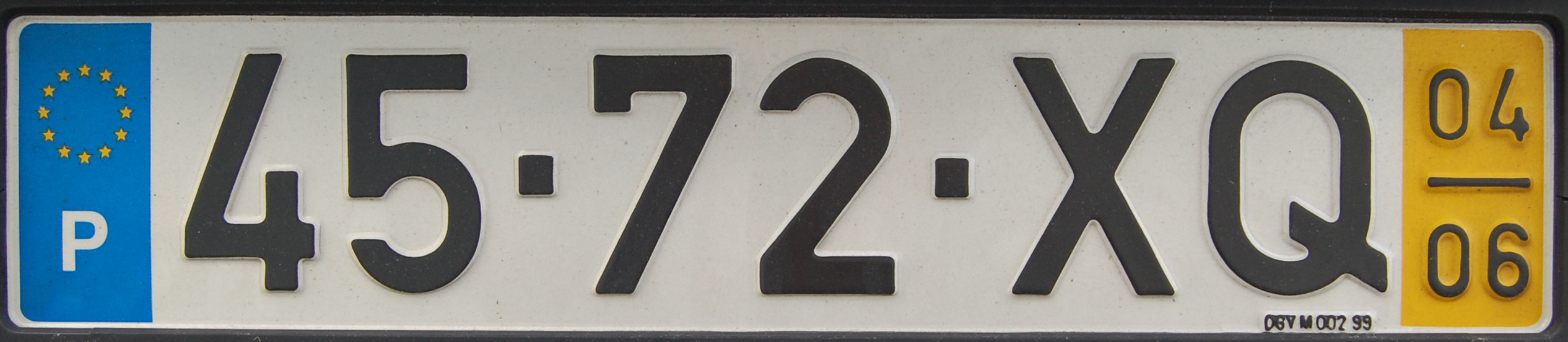
Esempio di design utilizzato dal 1998 al 24/05/2005 con le lettere posposte ai numeri

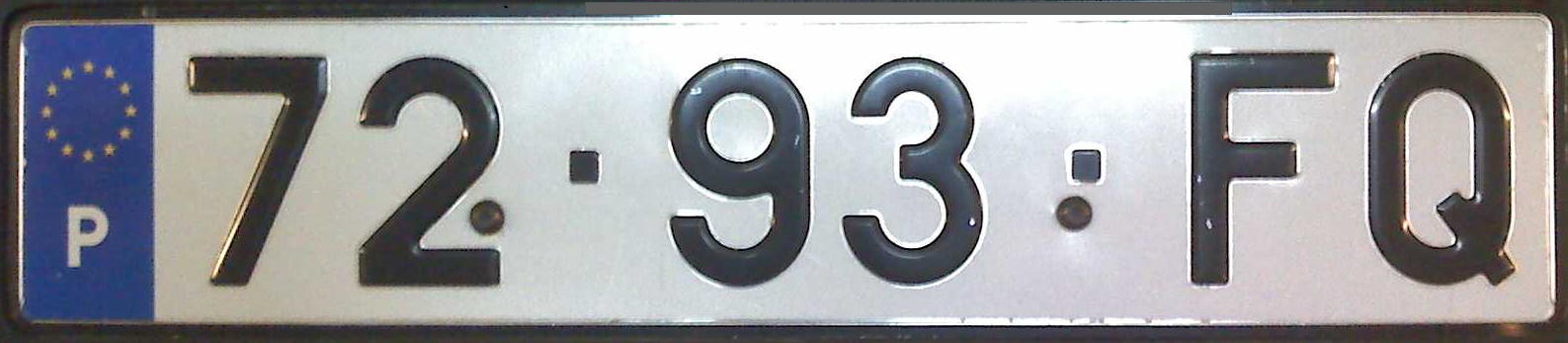
Formato in uso dal 04/03/1992 al 31/12/1997 senza banda gialla

Le targhe automobilistiche del Portogallo, vendute da compagnie assicurative e assegnate su scala nazionale, sono bianche con caratteri neri. Da marzo 2020 sono composte da un blocco alfanumerico costituito da due lettere, due cifre e due ulteriori lettere; in precedenza consisteva in due coppie di cifre e una coppia di lettere separate da due trattini corti. La serie attuale è iniziata con la targa AA 00 AA. Le lettere W e Y, mai usate prima della data sopra specificata, nonché la K, utilizzata soltanto nel 1997 per i veicoli d'occasione importati, sono ammesse nella nuova serie, garantendo così un maggior numero di combinazioni.
Nel 1998 era stata introdotta una banda gialla a destra nella quale erano scritte due cifre corrispondenti al mese (sotto) e all'anno (sopra) d'immatricolazione, entrambe di colore nero, allineate in verticale e separate da una lineetta. Questa banda è stata soppressa in concomitanza con l'emissione del nuovo formato, in quanto le autorità di altri Paesi fraintendevano i numeri riportati al suo interno, ritenendo fossero il mese e l'anno di scadenza della validità anziché quelli dell'immatricolazione della targa stessa.
Dal 25 maggio 2005 al 29 febbraio 2020 le lettere si trovavano al centro, dal 4 marzo 1992 al 24 maggio 2005 erano posposte alle due coppie di cifre, dal 1937 al 3 marzo 1992 precedevano i due gruppi di cifre. Il font attualmente in uso è diverso da quello adottato dal 1992 al 1998.
A partire dal 4 marzo 1992, ogni targa reca a sinistra la banda blu con le dodici stelle, rappresentate in cerchio e di colore giallo, dell'Unione europea e la sigla automobilistica internazionale P bianca.
Le targhe su un'unica riga misurano 520 × 110 mm, quelle su doppia linea 340 × 220 mm.

## Motocicli, ciclomotori e quadricicli

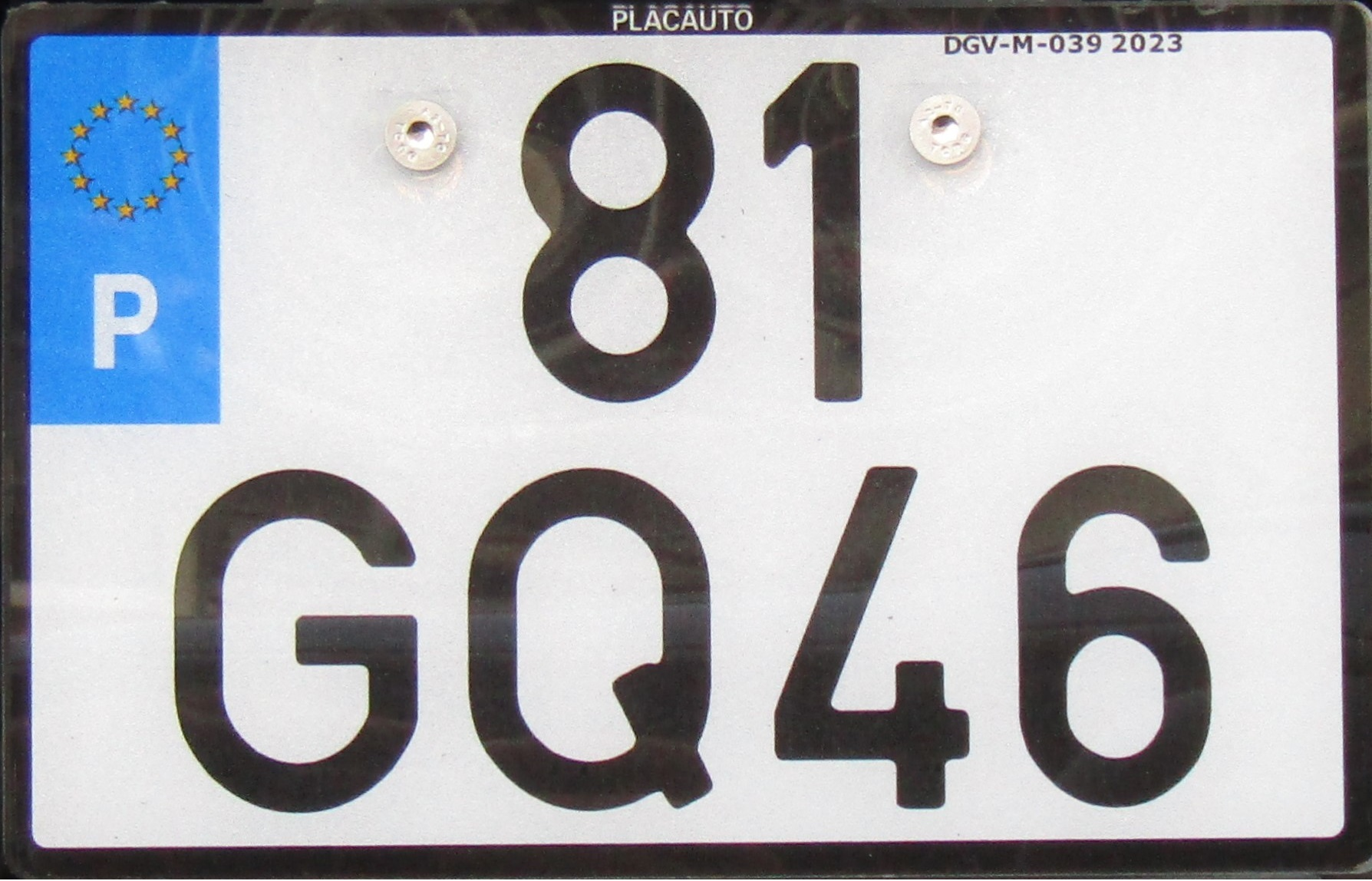
Targa di un motociclo con banda blu introdotta nel 2020

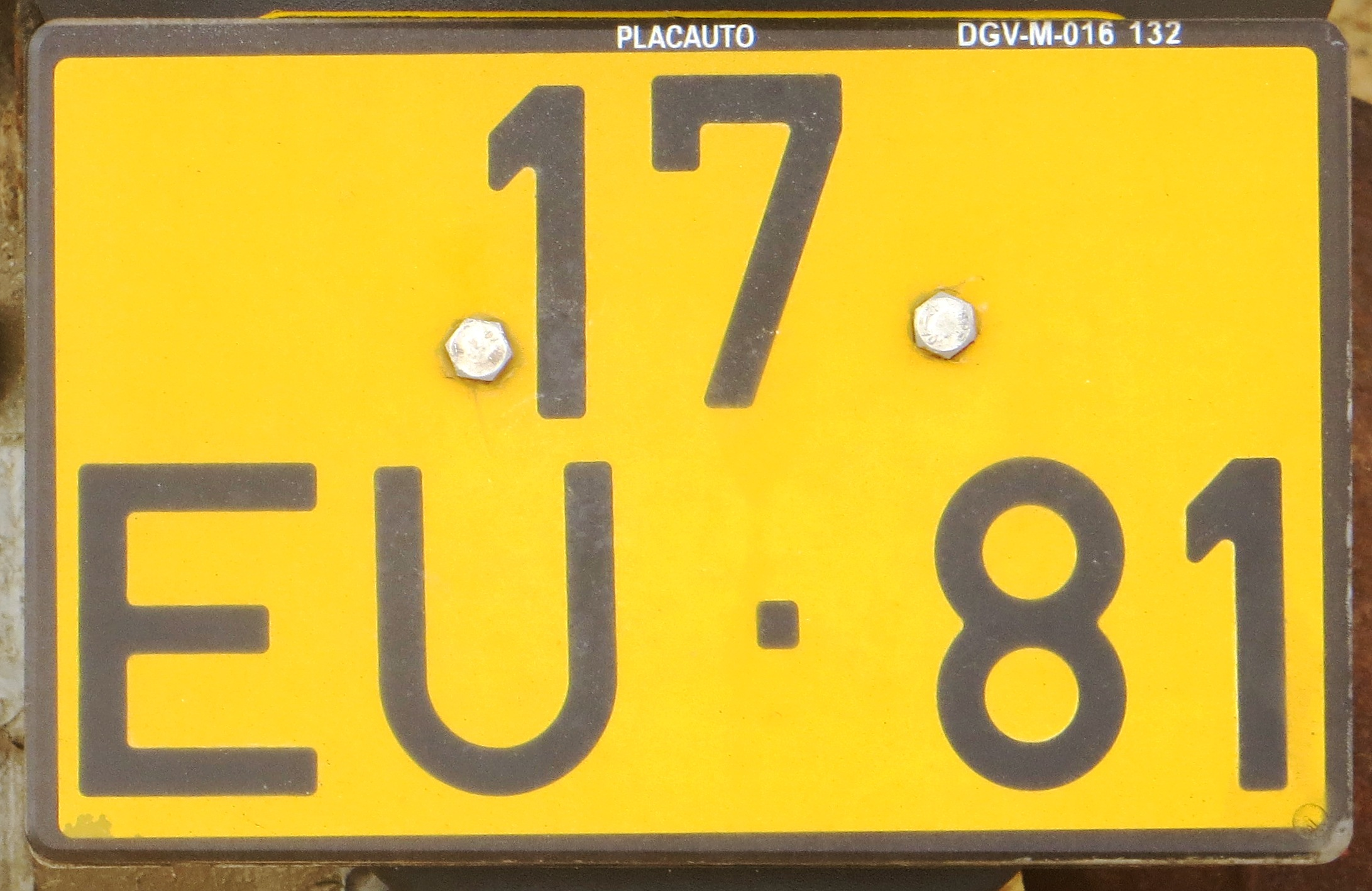
Formato 2006−2020 per ciclomotori

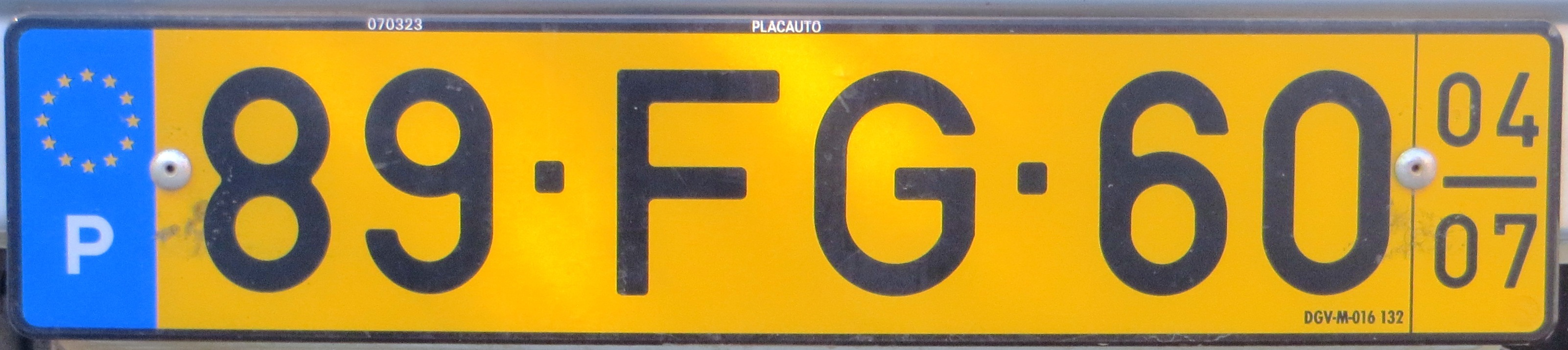
Targa di un quadriciclo con formato cessato a marzo 2020

Sia le targhe d'immatricolazione dei motocicli, che misurano 170 × 135 mm, sia quelle dei ciclomotori (di dimensioni un po' più piccole) sono disposte su due righe, ma le prime hanno uno sfondo bianco, le seconde giallo. L'avvicendamento delle serie (le stesse degli autoveicoli) per esaurimento delle combinazioni è avvenuto, anche in questi veicoli, nel marzo 1992 e nel giugno 2005, prima che entrasse in vigore la nuova grafica a marzo del 2020, che ha introdotto la banda blu UE in alto a sinistra e omesso il trattino tra la seconda lettera e la prima delle due cifre nella riga inferiore. 
I quadricicli, incluse le microcar, hanno le stesse dimensioni delle targhe ordinarie ma si differenziano per il fondo giallo e il posizionamento della coppia di lettere sempre al centro del blocco alfanumerico. Dal 1998 è impressa a sinistra la banda blu UE, mentre l'indicazione (espressa con due cifre allineate verticalmente e separate da una lineetta) dell'anno e del mese di emissione della targa era presente sulla destra fino a marzo 2020.
Prima del 2006 i ciclomotori avevano un formato di 155 × 120 mm e le moto leggere uno di 170 × 115 mm. Per entrambi questi veicoli la sequenza era composta da una cifra, un trattino e una sigla di tre lettere che identificava il comune d'immatricolazione, secondo lo schema 1-ABC/12-34 (vd. infra). Il fondo era giallo per gli scooter con cilindrata ≥ 50 cm³, bianco per i ciclomotori e i veicoli a motore < 50 cm³. Fino al 1980 le targhe gialle erano utilizzate anche da biciclette e veicoli a trazione animale. Il periodo di sostituzione del vecchio formato con il nuovo era dal 2006 al 2008, anche se alcuni proprietari di questi veicoli effettuarono la reimmatricolazione entro il 2010.

## Rimorchi

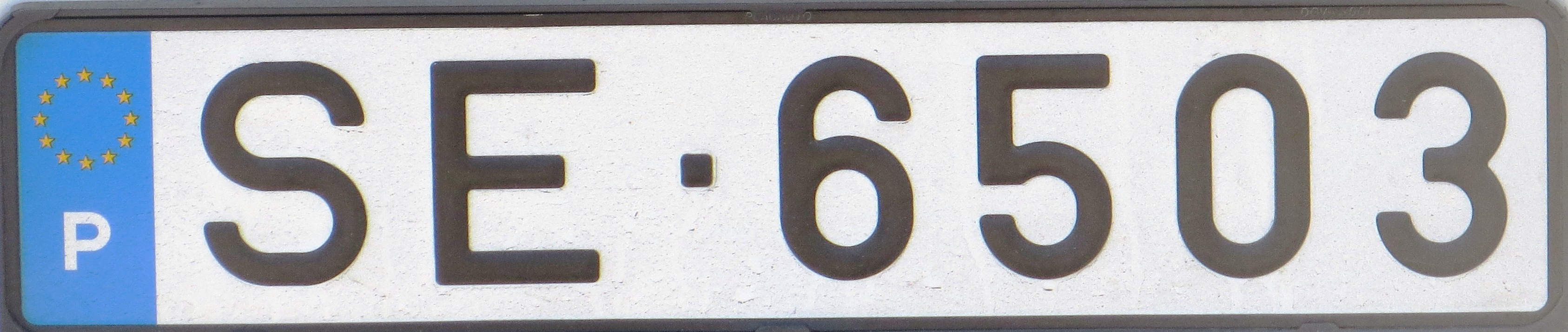
Targa di un rimorchio immatricolato nel distretto di Setúbal

Nei soli rimorchi e semirimorchi l'area d'immatricolazione è indicata da una sigla posizionata alla destra della banda blu e composta da una o due lettere; essa precede un quadratino al centro e un numero le cui cifre variano in progressione da due a sei.

### Sigle automobilistiche e aree di immatricolazione nelle targhe dei rimorchi
- A - Açores (sede dell'ufficio d'immatricolazione: Ponta Delgada)
- AN - Angra do Heroísmo
- AV - Aveiro
- BE - Beja
- BG - Braganza[6]
- BR - Braga
- C - Coimbra
- CB - Castelo Branco
- E - Évora
- FA - Faro
- GD - Guarda

- HO - Horta
- L - Lisbona (Lisboa)
- LE - Leiria
- M - Madera (Funchal)
- P - Porto
- PT - Portalegre
- SA - Santarém
- SE - Setúbal
- VC - Viana do Castelo
- VI - Viseu
- VR - Vila Real

## Codici e formati speciali

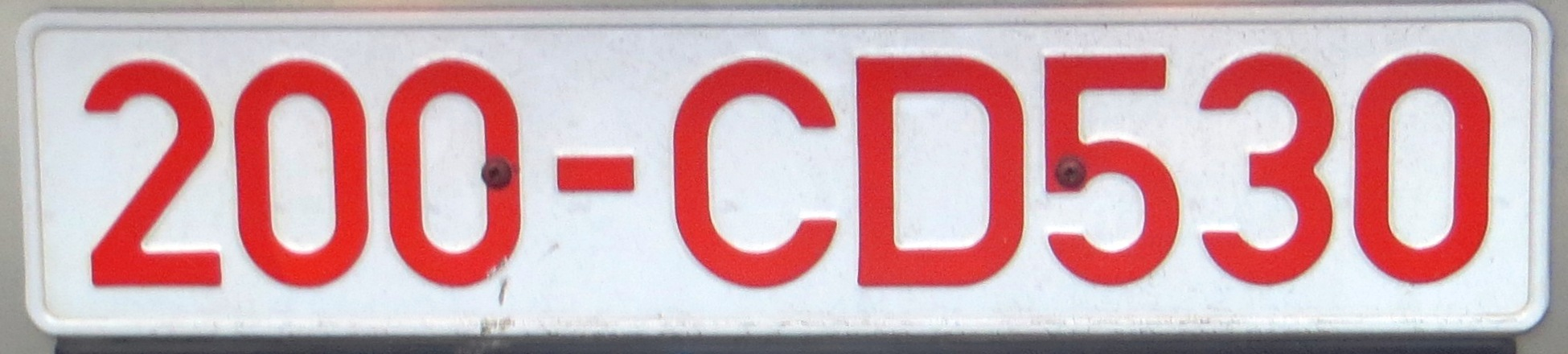
Targa diplomatica (200 = Commissione europea)

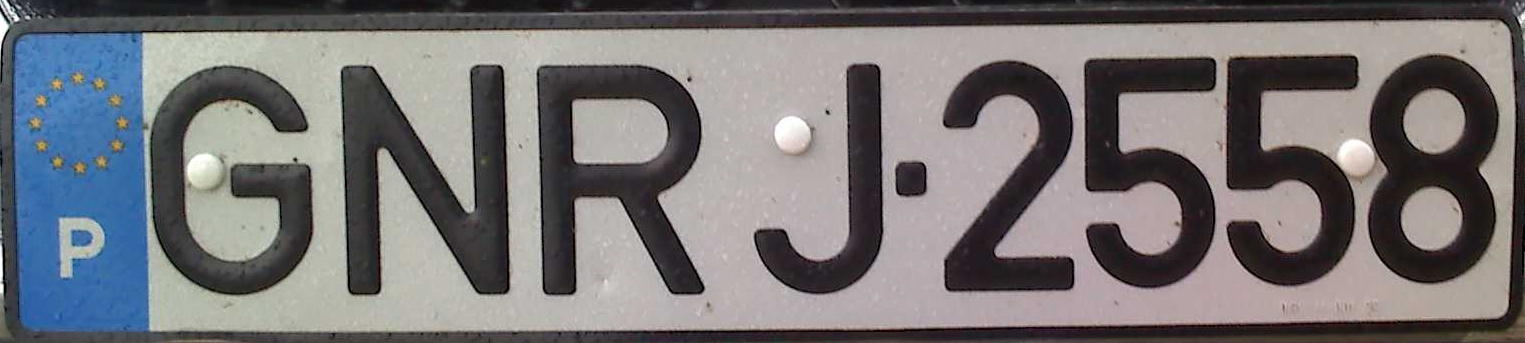
Targa apposta su un fuoristrada della Guardia Nazionale Repubblicana

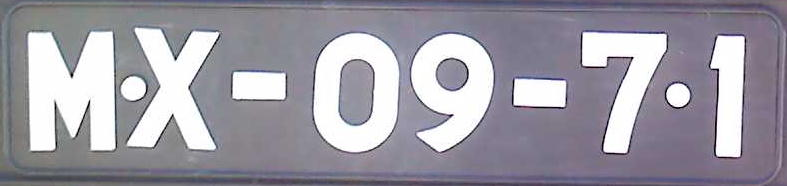
Esempio di formato per veicoli tattici dell'Esercito

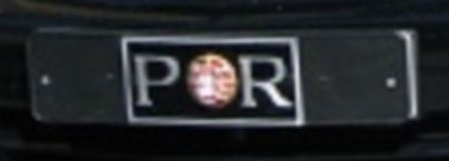
Targa di un'auto ufficiale del Presidente della Repubblica

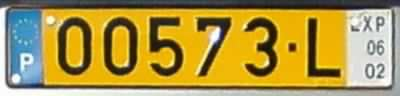
Targa da esportazione con l'indicazione della scadenza della validità nella banda bianca a destra

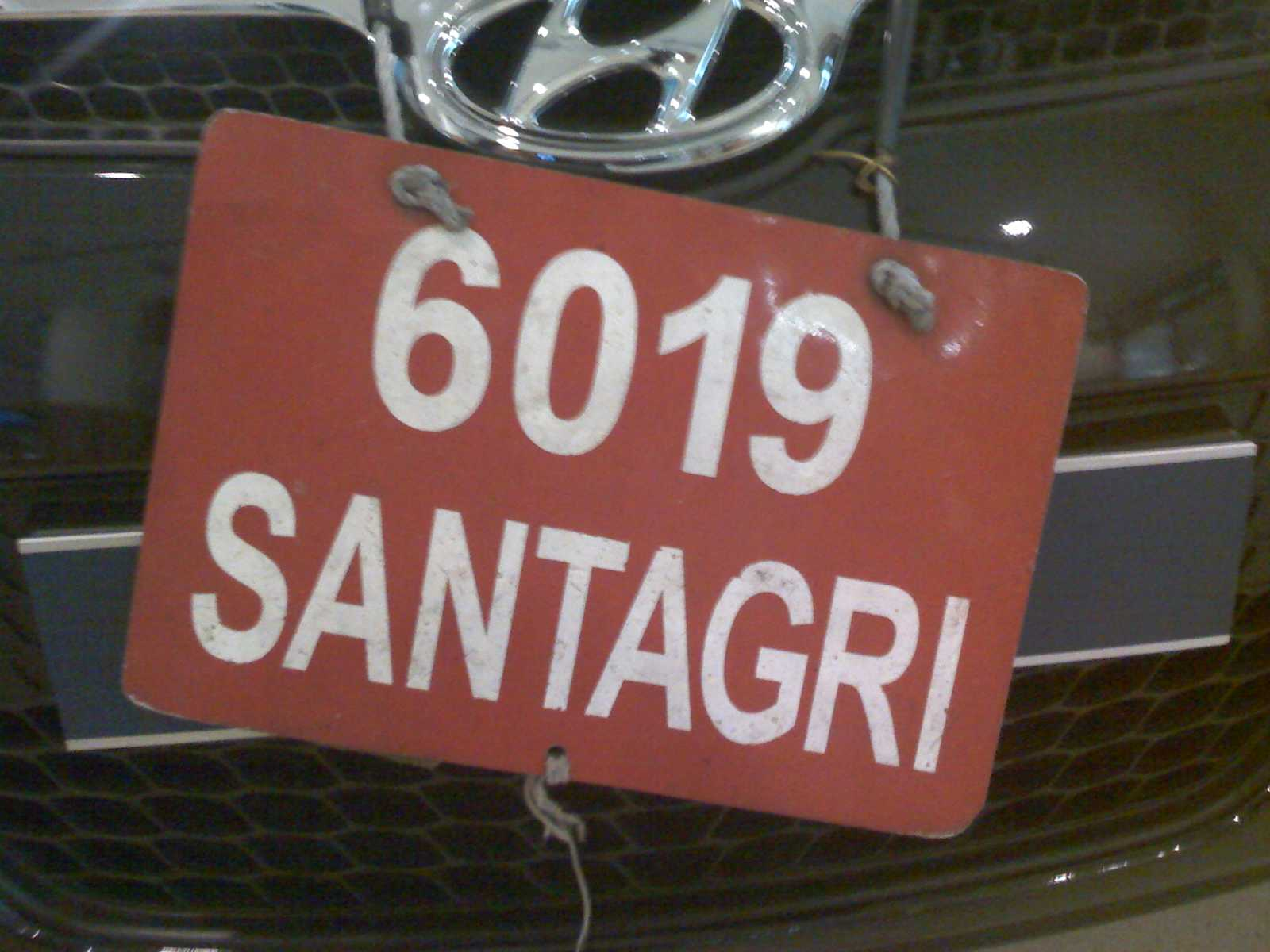
Targa anteriore con il nome del concessionario fissata provvisoriamente su una vettura non ancora immatricolata

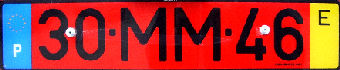
Formato per macchine movimento terra, autogrù e rimorchi industriali

- AM - Aviação Militar (Aeronautica Militare)
- AP - Armada Portuguesa (Marina Militare e Polizia marittima)
- CC (rosso su bianco) - Corpo Consular
- CD (rosso su bianco), D (nero su bianco, nei soli rimorchi) - Corpo Diplomático
- EM - Ministérios do Governo
- EP - Estado Português (Amministrazione dello Stato, emissione terminata nel 1993)
- FM (rosso su bianco), F (nero su bianco, nei soli rimorchi) - Funcionário em missão (veicolo di un funzionario in missione senza status di diplomatico)
- GF - Guarda Fiscal (emissione terminata nel 1993 → GNRF, vedi infra)
- GNR - Guarda Nacional Republicana
- ISENTO (giallo su nero, nelle targhe dei ciclomotori in dotazione alla Polizia) - Veículo isento da taxas (veicolo esentasse)
- MX, MG, ME - Exército Português[7]
- PR (argento su nero, tra le due lettere è posizionato lo stemma nazionale) - Presidente da República
- TA - Viatura em trânsito (veicolo in transito)

Il codice "GNR" precede una lettera identificativa della categoria del veicolo, un punto e un numero da 01 a 9999. Le lettere in uso sono le seguenti:
- B = veicolo blindato
- C = veicolo pesante da trasporto
- E = veicolo con funzioni speciali (ambulanza o rimorchio per il trasporto di cavalli)
- F = automezzo in dotazione alla Brigada Fiscal
- G = veicolo leggero da trasporto
- J = fuoristrada
- L = autovettura
- M = motociclo di cilindrata superiore ai 125 cm³ di cilindrata (caratteri bianchi su fondo nero)
- P = veicolo pesante adibito al trasporto di passeggeri
- T = automezzo in dotazione ai Vigili del Traffico
- V = motociclo di cilindrata inferiore ai 125 cm³ (caratteri neri su fondo giallo).

Nelle targhe diplomatiche il numero di tre cifre a sinistra del codice identifica lo Stato o l'organizzazione internazionale a cui è intestato il veicolo.
Le targhe temporanee da esportazione, incluse quelle per le quali non si paga il dazio alla dogana, sono gialle con caratteri neri. A sinistra è presente la banda blu dell'UE; essa precede una combinazione di cinque cifre che incomincia da 00001, un punto e una lettera corrispondente a una delle quattro aree d'immatricolazione dove ha sede l'ufficio doganale che ha rilasciato la targa: A = Azzorre, M = Madera, L = Lisbona e P = Porto. Dai primi anni 2010 a destra sono impressi, come nel formato standard, solo due numeri allineati verticalmente e separati da una lineetta: sopra sono riportate le ultime due cifre dell'anno che sormonta il mese di scadenza della validità espresso anch'esso con due cifre. In precedenza, sempre a destra ma su una banda bianca, la sigla EXP, che stava per "EXPORT", sormontava l'anno (al centro) e il mese (in basso) di scadenza della validità, espressi con due cifre (es.: 09 = 2009, 06 = giugno) e allineati in verticale. 
Fino al 1998 queste targhe erano composte da due lettere blu (la prima delle quali era una T), un trattino, due cifre, un secondo trattino e altre due cifre; prima del 1990 i caratteri erano bianchi su fondo rosso. 
Le targhe provvisorie dei veicoli non ancora immatricolati misurano 330 × 220 mm, hanno caratteri bianchi in campo rosso e sono disposte su due linee: il nome per esteso della concessionaria, autofficina o autorimessa è sormontato da un numero progressivo.
Dal 2011 sono emesse targhe per le macchine movimento terra, le autogrù e i rimorchi industriali. Esse seguono la numerazione 00·AA·00 e si contraddistinguono per i caratteri neri su fondo rosso. Nella banda gialla a destra è posizionata in alto una lettera nera (di dimensioni analoghe alla sigla internazionale "P" nella banda blu a sinistra): una lettera da A a D indica veicoli con velocità massima ≤40 km/h, da E a H identifica veicoli con velocità massima >40 km/h.
I filobus di Coimbra hanno targhe nere, la cui serie è composta unicamente da due o tre cifre bianche progressive.

## Codici riservati ai veicoli delle Azzorre e di Madera

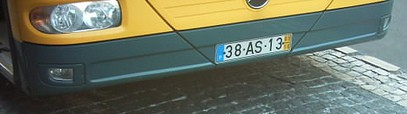
Targa anteriore di un autobus urbano in servizio a Ponta Delgada

### Autoveicoli, motoveicoli e ciclomotori
- AN - Angra do Heroísmo
- AR, AS - Açores (Ponta Delgada)

- HO - Horta
- MA, MD - Madera

### Macchine agricole

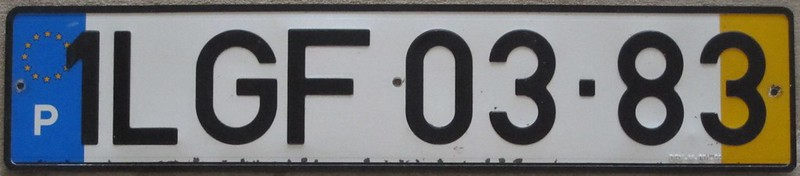
Targa d'immatricolazione di un trattore del comune di Lajes das Flores

I trattori e i rimorchi agricoli antepongono rispettivamente la cifra 1 e 2 alla serie alfanumerica del tipo ABC 00·00, nella quale "ABC" identifica il comune di immatricolazione; la banda gialla a destra è parzialmente coperta dall'ultima cifra.
| Sigla | Comune                 | Sigla | Comune            | Sigla | Comune                |
| ----- | ---------------------- | ----- | ----------------- | ----- | --------------------- |
| AGH   | Angra do Heroísmo      | CHT   | Calheta (Azzorre) | CLT   | Calheta (Madera)      |
| CML   | Câmara de Lobos        | CRV   | Corvo             | FUN   | Funchal               |
| HRT   | Horta                  | LAG   | Lagoa             | LGF   | Lajes das Flores      |
| LGP   | Lajes do Pico          | MAD   | Madalena          | MCH   | Machico               |
| NRD   | Nordeste               | PDL   | Ponta Delgada     | PMZ   | Porto Moniz           |
| PST   | Porto Santo            | PTS   | Ponta do Sol      | PVC   | Povoação              |
| RBR   | Ribeira Brava          | RGR   | Ribeira Grande    | SCF   | Santa Cruz das Flores |
| SCG   | Santa Cruz da Graciosa | SCR   | Santa Cruz        | SRQ   | São Roque do Pico     |
| STN   | Santana                | SVC   | São Vicente       | VFC   | Vila Franca do Campo  |
| VLS   | Velas                  | VPT   | Vila do Porto     | VPV   | Praia da Vitória      |

## Sigle (cessate nel 2006) e comuni corrispondenti nelle targhe dei ciclomotori e degli scooter

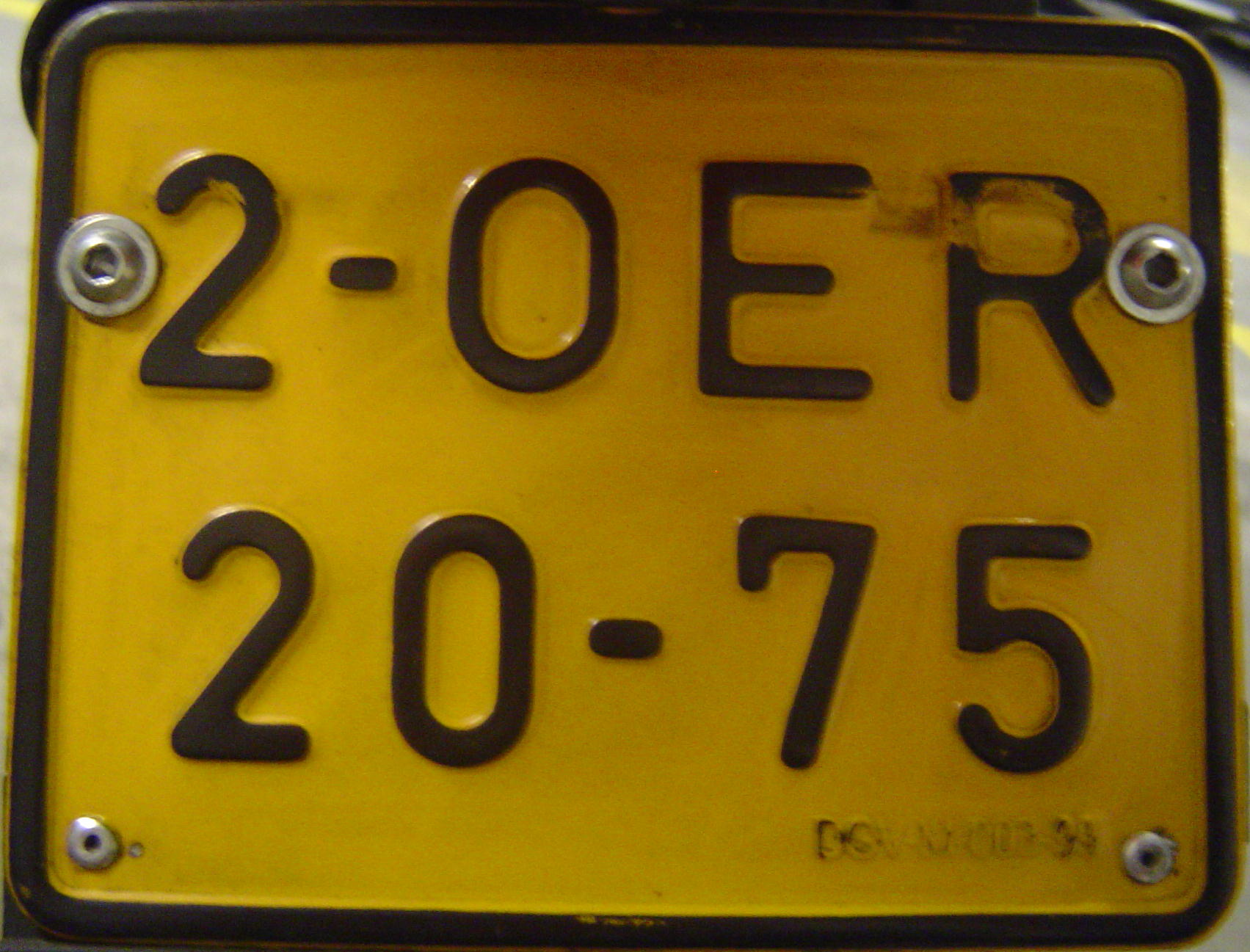
Targa di uno scooter ≥ 50 cm³ immatricolato prima del 2006 nel comune di Oeiras

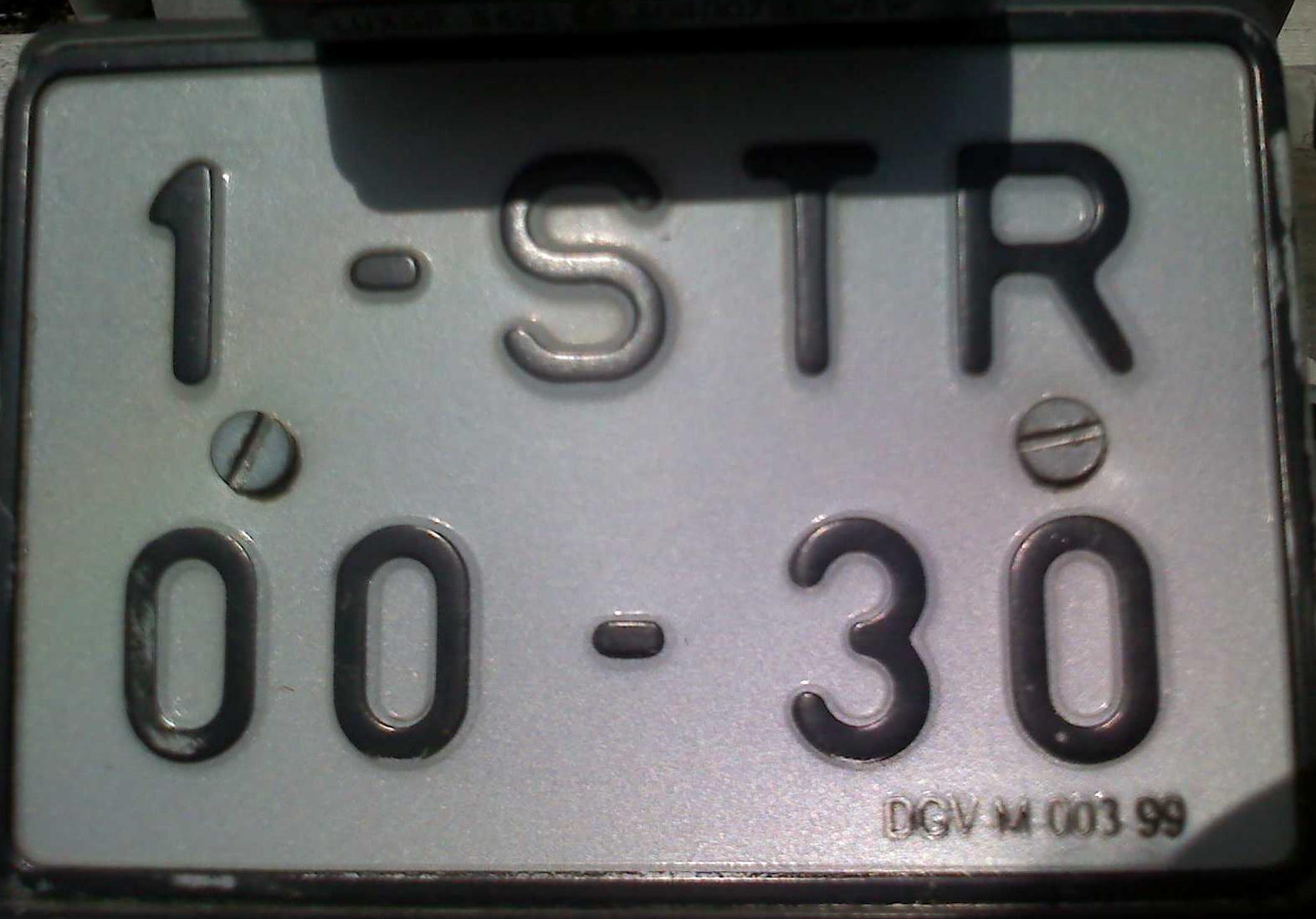
Targa di un veicolo a due ruote < 50 cm³ immatricolato prima del 2006 nel comune di Santarém

| Sigla | Comune                     | Sigla | Comune                   | Sigla | Comune                      | Sigla | Comune                   |
| ----- | -------------------------- | ----- | ------------------------ | ----- | --------------------------- | ----- | ------------------------ |
| ABF   | Albufeira                  | ABT   | Abrantes                 | ACB   | Alcobaça                    | ACH   | Alcochete                |
| ACN   | Alcanena                   | ACT   | Alcoutim                 | ADL   | Alandroal                   | ADV   | Almodôvar                |
| AFE   | Alfândega da Fé            | AGB   | Aguiar da Beira          | AGD   | Agueda                      | AGH   | Angra do Heroísmo        |
| AGN   | Arganil                    | AJT   | Aljustrel                | AJZ   | Aljezur                     | ALB   | Albergaria-a-Velha       |
| ALD   | Almeida                    | ALJ   | Alijó                    | ALM   | Almada                      | ALQ   | Alenquer                 |
| ALR   | Almeirim                   | ALT   | Alter do Chão            | AMD   | Amadora                     | AMM   | Armamar                  |
| AMR   | Amares                     | AMT   | Amarante                 | AND   | Anadia                      | ANS   | Ansião                   |
| APC   | Alpiarça                   | ARC   | Arouca                   | ARL   | Arraiolos                   | ARR   | Arronches                |
| ARV   | Arruda dos Vinhos          | ASL   | Alcácer do Sal           | AVR   | Aveiro                      | AVS   | Avis                     |
| AVV   | Arcos de Valdevez          | AZB   | Azambuja                 | BAO   | Baião                       | BBR   | Bombarral                |
| BCL   | Barcelos                   | BGC   | Braganza                 | BJA   | Beja                        | BMT   | Belmonte                 |
| BNV   | Benavente                  | BRB   | Borba                    | BRC   | Barrancos                   | BRG   | Braga                    |
| BRR   | Barreiro                   | BTC   | Boticas                  | BTL   | Batalha                     | CBC   | Cabeceiras de Basto      |
| CBR   | Coimbra                    | CBT   | Celorico de Basto        | CCH   | Coruche                     | CDN   | Condeixa-a-Nova          |
| CDR   | Castro Daire               | CDV   | Cadaval                  | CHM   | Chamusca                    | CHT   | Calheta (Azzorre)        |
| CLB   | Celorico da Beira          | CLD   | Caldas da Rainha         | CLT   | Calheta (Madera)            | CML   | Câmara de Lobos          |
| CMN   | Caminha                    | CMR   | Campo Maior              | CNF   | Cinfães                     | CNT   | Cantanhede               |
| CPR   | Castanheira de Pera        | CPV   | Castelo de Paiva         | CRS   | Carregal do Sal             | CRT   | Crato                    |
| CRV   | Corvo                      | CRZ   | Carrazeda de Ansiães     | CSC   | Cascais                     | CTB   | Castelo Branco           |
| CTC   | Constância                 | CTM   | Castro Marim             | CTX   | Cartaxo                     | CUB   | Cuba                     |
| CVD   | Castelo de Vide            | CVL   | Covilhã                  | CVR   | Castro Verde                | ELV   | Elvas                    |
| ENT   | Entroncamento              | EPS   | Esposende                | ESP   | Espinho                     | ETR   | Estarreja                |
| ETZ   | Estremoz                   | EVR   | Évora                    | FAF   | Fafe                        | FAG   | Fornos de Algodres       |
| FAL   | Ferreira do Alentejo       | FAR   | Faro                     | FCR   | Figueira de Castelo Rodrigo | FEC   | Freixo de Espada à Cinta |
| FIG   | Figueira da Foz            | FLG   | Felgueiras               | FND   | Fundão                      | FTR   | Fronteira                |
| FUN   | Funchal                    | FVN   | Figueiró dos Vinhos      | FZZ   | Ferreira do Zêzere          | GAV   | Gavião                   |
| GDL   | Grândola                   | GDM   | Gondomar                 | GLG   | Golegã                      | GMR   | Guimarães                |
| GOI   | Góis                       | GRD   | Guarda                   | GVA   | Gouveia                     | HRT   | Horta                    |
| IDN   | Idanha-a-Nova              | ILH   | Ílhavo                   | LAG   | Lagoa (Azzorre)             | LGA   | Lagoa (Algarve)          |
| LGF   | Lajes das Flores           | LGP   | Lajes do Pico            | LGS   | Lagos                       | LLE   | Loulé                    |
| LMG   | Lamego                     | LNH   | Lourinhã                 | LRA   | Leiria                      | LRS   | Loures                   |
| LSA   | Lousã                      | LSB   | Lisbona (Lisboa)         | LSD   | Lousada                     | MAC   | Mação                    |
| MAD   | Madalena                   | MAI   | Maia                     | MBR   | Moimenta da Beira           | MCD   | Macedo de Cavaleiros     |
| MCH   | Machico                    | MCN   | Marco de Canaveses       | MCQ   | Monchique                   | MCV   | Miranda do Corvo         |
| MDA   | Mêda                       | MDB   | Mondim de Basto          | MDL   | Mirandela                   | MDR   | Miranda do Douro         |
| MFR   | Mafra                      | MFT   | Monforte                 | MGD   | Mogadouro                   | MGL   | Mangualde                |
| MGR   | Marinha Grande             | MIR   | Mira                     | MLD   | Mealhada                    | MLG   | Melgaço                  |
| MMN   | Montemor-o-Novo            | MMV   | Montemor-o-Velho         | MNC   | Monção                      | MOR   | Mora                     |
| MOU   | Mourão                     | MRA   | Moura                    | MRS   | Murtosa                     | MRT   | Mortágua                 |
| MRV   | Marvão                     | MSF   | Mesão Frio               | MTA   | Moita                       | MTG   | Manteigas                |
| MTJ   | Montijo                    | MTL   | Mértola                  | MTR   | Montalegre                  | MTS   | Matosinhos               |
| MUR   | Murça                      | NIS   | Nisa                     | NLS   | Nelas                       | NRD   | Nordeste                 |
| NZR   | Nazaré                     | OAZ   | Oliveira de Azeméis      | OBD   | Óbidos                      | OBR   | Oliveira do Bairro       |
| ODM   | Odemira                    | OER   | Oeiras                   | OFR   | Oliveira de Frades          | OHP   | Oliveira do Hospital     |
| OLH   | Olhão                      | OLR   | Oleiros                  | ORQ   | Ourique                     | OVR   | Ovar                     |
| PBL   | Pombal                     | PCR   | Paredes de Coura         | PCT   | Penalva do Castelo          | PCV   | Penacova                 |
| PDL   | Ponta Delgada              | PFR   | Paços de Ferreira        | PGR   | Pedrógão Grande             | PLM   | Palmela                  |
| PMS   | Porto de Mós               | PNC   | Penamacor                | PND   | Penedono                    | PNF   | Penafiel                 |
| PNH   | Pinhel                     | PNI   | Peniche                  | PNL   | Penela                      | PNV   | Proença-a-Nova           |
| PPS   | Pampilhosa da Serra        | PRD   | Paredes                  | PRG   | Peso da Régua               | PRL   | Portel                   |
| PRS   | Vila Nova de Poiares       | PRT   | Porto                    | PSR   | Ponte de Sor                | PST   | Porto Santo              |
| PTB   | Ponte da Barca             | PTG   | Portalegre               | PTL   | Ponte de Lima               | PTM   | Portimão                 |
| PTS   | Ponta do Sol               | PVC   | Povoação                 | PVL   | Póvoa de Lanhoso            | PVZ   | Póvoa de Varzim          |
| RBR   | Ribeira Brava              | RDD   | Redondo                  | RGR   | Ribeira Grande              | RMR   | Rio Maior                |
| RMZ   | Reguengos de Monsaraz      | RPN   | Ribeira de Pena          | RSD   | Resende                     | SAT   | Sátão                    |
| SBA   | São Brás de Alportel       | SBG   | Sabugal                  | SBR   | Sabrosa                     | SCD   | Santa Comba Dão          |
| SCF   | Santa Cruz das Flores      | SCG   | Santa Cruz da Graciosa   | SCR   | Santa Cruz                  | SEI   | Seia                     |
| SJM   | São João da Madeira        | SJP   | São João da Pesqueira    | SLV   | Silves                      | SMA   | Sobral de Monte Agraço   |
| SMG   | Salvaterra de Magos        | SMP   | Santa Marta de Penaguião | SNS   | Sines                       | SNT   | Sintra                   |
| SPS   | São Pedro do Sul           | SRD   | Sardoal                  | SRE   | Soure                       | SRN   | Sernancelhe              |
| SRP   | Serpa                      | SRQ   | São Roque do Pico        | SRT   | Sertã                       | SSB   | Sesimbra                 |
| SSL   | Sousel                     | STB   | Setúbal                  | STC   | Santiago do Cacém           | STN   | Santana                  |
| STR   | Santarém                   | STS   | Santo Tirso              | SVC   | São Vicente                 | SVV   | Sever do Vouga           |
| SXL   | Seixal                     | TBC   | Tabuaço                  | TBR   | Terras de Bouro             | TBU   | Tábua                    |
| TCS   | Trancoso                   | TMC   | Torre de Moncorvo        | TMR   | Tomar                       | TND   | Tondela                  |
| TNV   | Torres Novas               | TRC   | Tarouca                  | TVD   | Torres Vedras               | TVR   | Tavira                   |
| VBP   | Vila do Bispo              | VCD   | Vila do Conde            | VCT   | Viana do Castelo            | VDG   | Vidigueira               |
| VFC   | Vila Franca do Campo       | VFL   | Vila Flor                | VFR   | Santa Maria da Feira        | VFX   | Vila Franca de Xira      |
| VGS   | Vagos                      | VIS   | Viseu                    | VLC   | Vale de Cambra              | VLF   | Vila Nova de Foz Côa     |
| VLG   | Valongo                    | VLN   | Valença                  | VLP   | Valpaços                    | VLR   | Vila de Rei              |
| VLS   | Velas                      | VMS   | Vimioso                  | VNB   | Vila Nova da Barquinha      | VNC   | Vila Nova de Cerveira    |
| VND   | Vendas Novas               | VNF   | Vila Nova de Famalicão   | VNG   | Vila Nova de Gaia           | VNH   | Vinhais                  |
| VNO   | Ourém                      | VNP   | Vila Nova de Paiva       | VNT   | Viana do Alentejo           | VPA   | Vila Pouca de Aguiar     |
| VPT   | Vila do Porto              | VPV   | Praia da Vitória         | VRL   | Vila Real                   | VRM   | Vieira do Minho          |
| VRS   | Vila Real de Santo António | VVC   | Vila Viçosa              | VVD   | Vila Verde                  | VVR   | Vila Velha de Ródão      |
| VZL   | Vouzela                    |       |                          |       |                             |       |                          |

## Forze armate USA in Portogallo

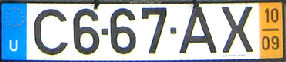
Formato in uso da giugno 2006 per automezzi delle Forze armate USA nella base aerea di Lajes

Nel giugno 2006 è stato introdotto un nuovo formato per i veicoli del personale delle Forze armate USA nella base aerea di Lajes (Azzorre); la grafica non si differenzia da quella delle targhe  standard, ma la serie è composta da una lettera (a partire da B) e una cifra, un trattino corto, due ulteriori cifre, un secondo trattino corto e due lettere. I numeri neri su fondo giallo con mese (in basso) e anno (in alto) di immatricolazione sono presenti a destra come nel formato ordinario, ma a sinistra al posto della sigla automobilistica internazionale "P" è impressa una U bianca, che è la prima lettera di United (States Forces), sotto le dodici stelle gialle in circolo all'interno della banda blu UE.

### Formati precedenti al giugno 2006

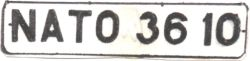
La targa di un veicolo ufficiale della NATO in Portogallo del tipo utilizzato fino a giugno 2006

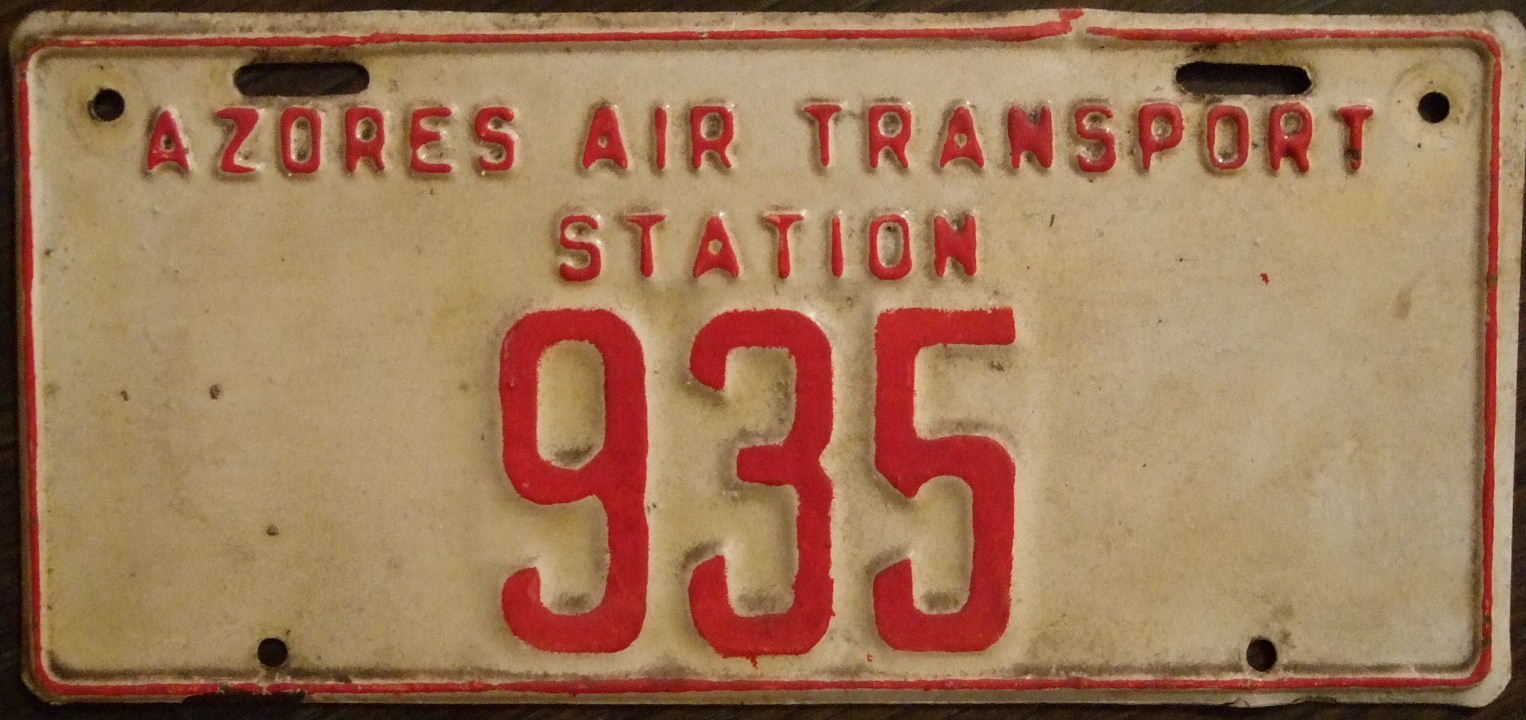
Formato pre-2006 di un mezzo in dotazione alle Forze armate USA nelle Azzorre

Fino a giugno 2006 i veicoli ufficiali della N.A.T.O. avevano targhe bianche con lettere nere in stile portoghese: erano composte dalle lettere NATO seguite da un numero che avanzava progressivamente. Si pensa che un formato simile con caratteri blu e un numero seriale basso fosse riservato alle vetture degli ufficiali superiori. 
Le auto del personale del Comando Atlantico Iberico (Comando IBERLANT) si contraddistinguevano per le targhe gialle su base blu o, più recentemente, bianche su fondo nero; le lettere IBL precedevano due coppie di cifre, entrambe separate da trattini. 
I mezzi delle Forze armate USA di stanza nelle Azzorre avevano targhe bianche di dimensioni americane con lettere rosse: un numero seriale fino a quattro cifre era posizionato tra le scritte più piccole U. S. FORCES e AZORES oppure sotto la dicitura a caratteri ridotti AZORES AIR TRANSPORT STATION su doppia linea.

## Grafica precedente al 1992

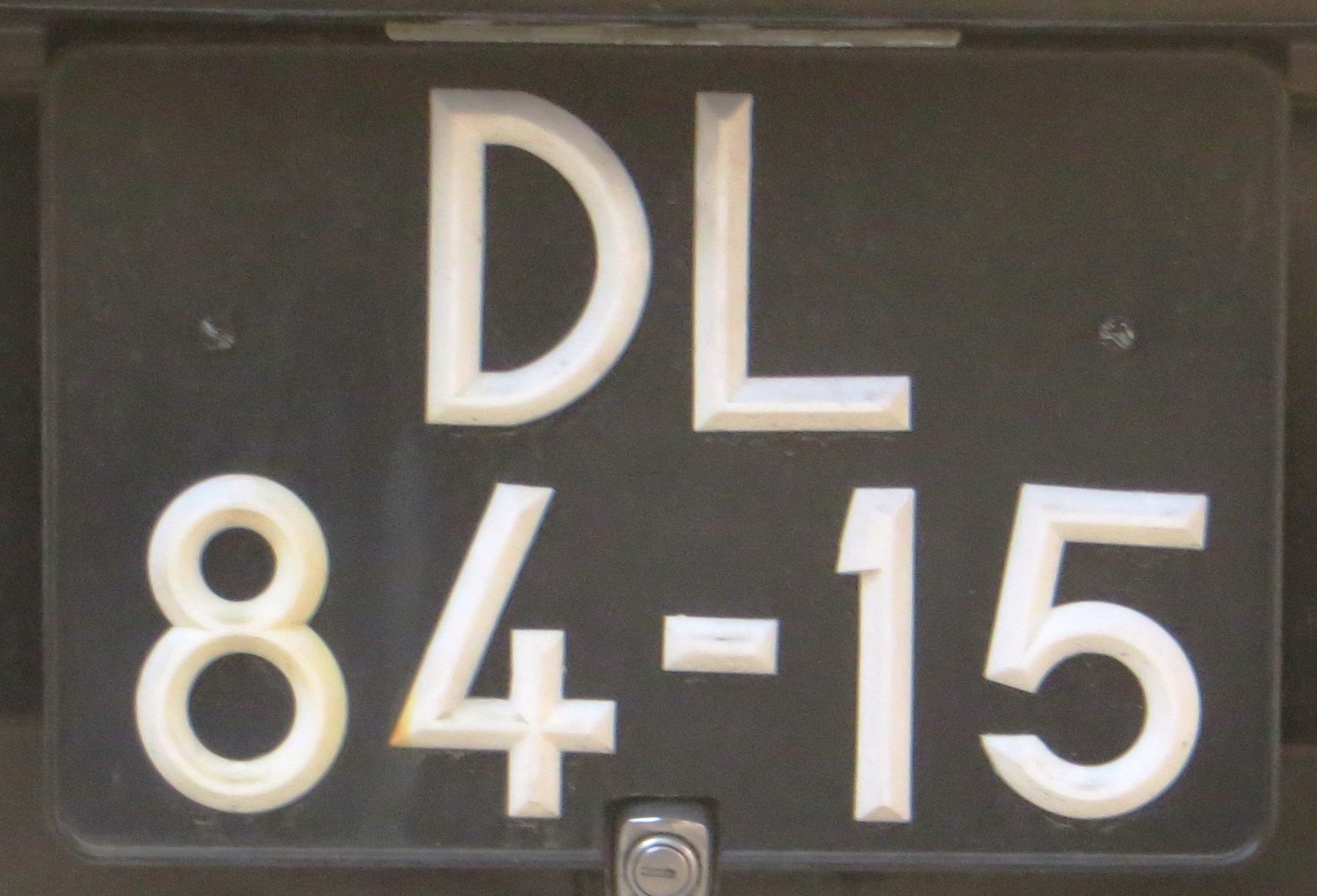
Formato su doppia linea emesso dal 1937 al 03/03/1992

Dal 1937 al 1992 le targhe d'immatricolazione portoghesi utilizzavano lo stesso sistema (con la serie LL-NN-NN, dove L indica la lettera e N la cifra) usato fino a fine febbraio 2020, ma con i colori invertiti: i caratteri a rilievo, infatti, erano bianchi su fondo nero; inoltre le targhe erano di plastica e non di alluminio. Prima del 1937 esse consistevano in tre serie di numeri posti a coppie e separate da trattini. 
Le targhe anteriori misuravano 460 × 100 mm, le posteriori su un'unica riga 520 × 120 mm, le posteriori su due righe 340 × 230 mm, quelle di dimensioni 170 × 115 mm erano riservate alle moto. 
Alcune ex colonie portoghesi, tra cui l'Angola, il Mozambico, Macao e Capo Verde, emettono a tutt'oggi targhe con formato molto simile a questo.